# Sitotroga
Sitotroga é um gênero de traça pertencente à família Agonoxenidae.